# Ptilinopus
Ptilinopus es un género de aves columbiformes perteneciente a la familia Columbidae. Sus miembros son palomas tropicales frugívoras, denominadas comúnmente tilopos, que habitan en el sudeste asiático, la Wallacea y Oceanía.

## Especies

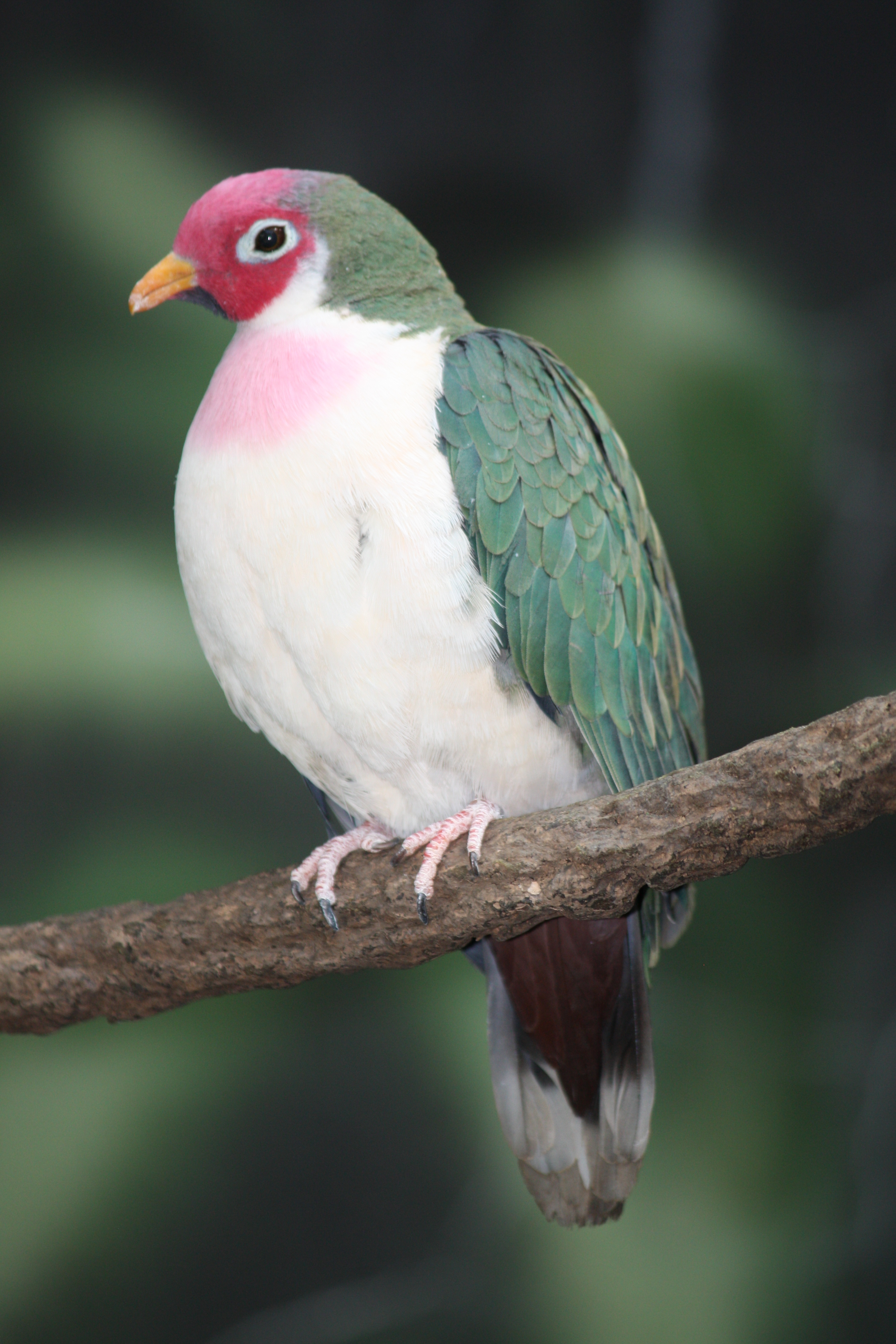
Ptilinopus jambu.

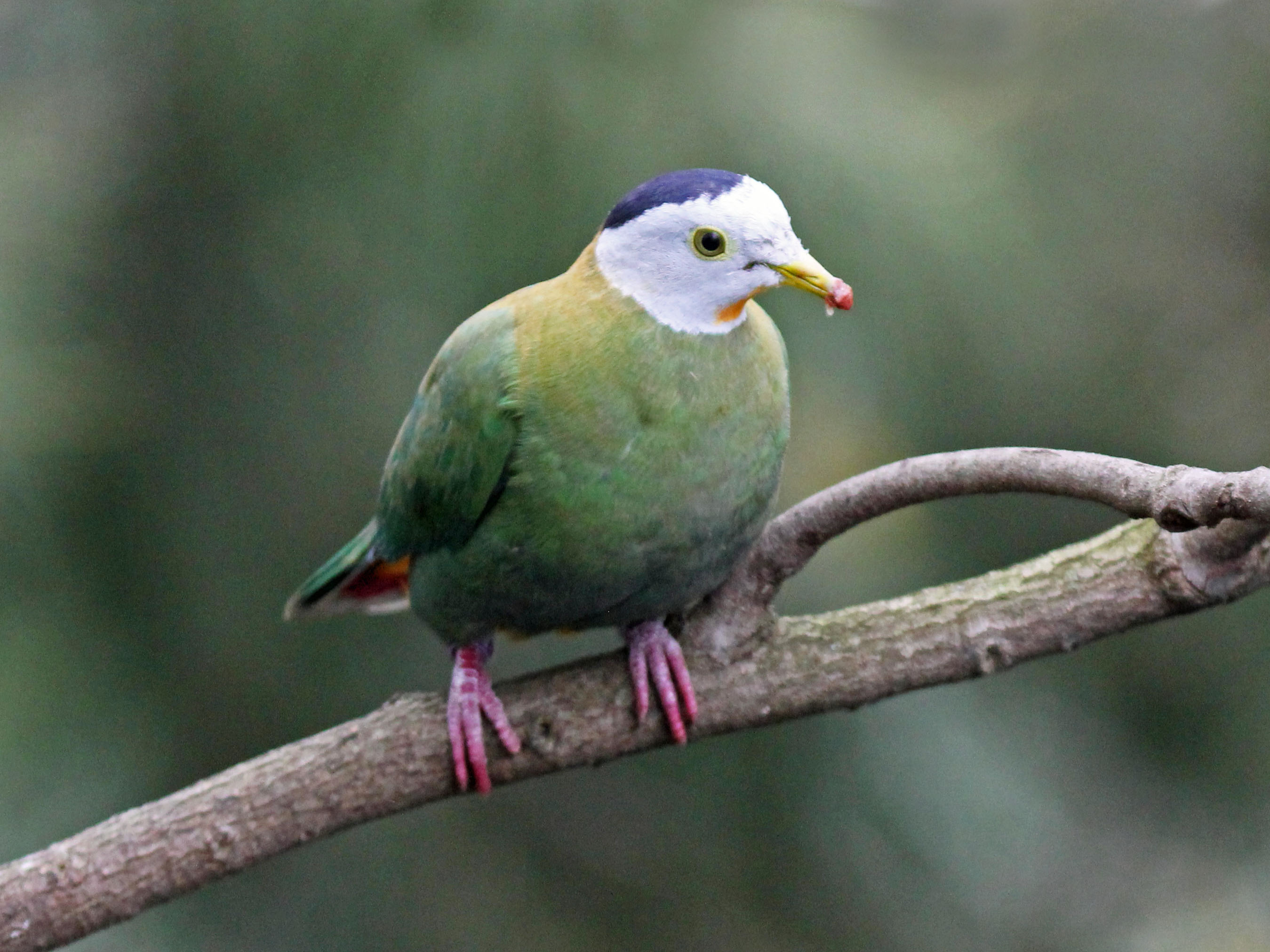
Ptilinopus melanospilus.

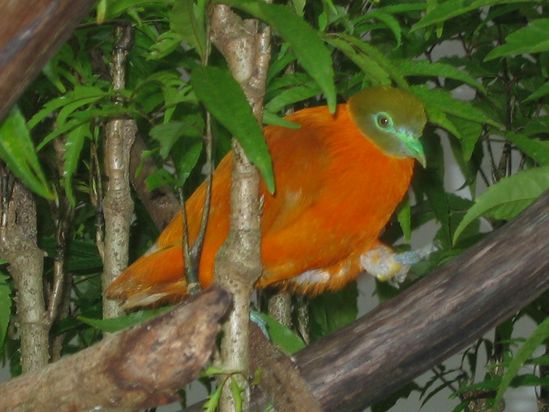
Ptilinopus victor.

Se reconocen 55 especies de Ptilinopus:
- Ptilinopus alligator - tilopo del Alligator;
- Ptilinopus arcanus - tilopo de Negros;
- Ptilinopus aurantiifrons - tilopo frentiáureo;
- Ptilinopus bernsteinii - tilopo de Bernstein;
- Ptilinopus chalcurus - tilopo de la Makalea;
- Ptilinopus cinctus - tilopo dorsinegro;
- Ptilinopus coralensis - tilopo de Tuamotu;
- Ptilinopus coronulatus - tilopo coronita;
- Ptilinopus dohertyi - tilopo de Sumba;
- Ptilinopus dupetithouarsii - tilopo coroniblanco;
- Ptilinopus epius - tilopo barbioscuro;
- Ptilinopus eugeniae - tilopo de Eugenia;
- Ptilinopus fischeri - tilopo de Fischer;
- Ptilinopus granulifrons - tilopo carunculado;
- Ptilinopus greyi - tilopo de Grey;
- Ptilinopus hernsheimi - tilopo de Kosrae;
- Ptilinopus huttoni - tilopo de Rapa;
- Ptilinopus hyogastrus - tilopo cabecigrís;
- Ptilinopus insolitus - tilopo insólito;
- Ptilinopus insularis - tilopo de la  Henderson;
- Ptilinopus iozonus - tilopo ventrinaranja;
- Ptilinopus jambu - tilopo jambú;
- Ptilinopus layardi - tilopo de la Kadavu;
- Ptilinopus leclancheri - tilopo barbinegro;
- Ptilinopus luteovirens - tilopo dorado;
- Ptilinopus magnificus - tilopo magnífico;
- Ptilinopus mangoliensis - tilopo de Sula;
- Ptilinopus marchei - tilopo de Marche;
- Ptilinopus melanospilus - tilopo nuquinegro;
- Ptilinopus mercierii - tilopo de Mercier;
- Ptilinopus merrilli - tilopo de Merrill;
- Ptilinopus monacha - tilopo monje;
- Ptilinopus nainus - tilopo enano;
- Ptilinopus occipitalis - tilopo occipital;
- Ptilinopus ornatus - tilopo adornado;
- Ptilinopus pelewensis - tilopo de las Palau;
- Ptilinopus perlatus - tilopo perlado;
- Ptilinopus perousii - tilopo multicolor;
- Ptilinopus ponapensis - tilopo de Ponapé;
- Ptilinopus porphyraceus - tilopo coronipúrpura;
- Ptilinopus porphyreus - tilopo cuellirrosa;
- Ptilinopus pulchellus - tilopo bonito;
- Ptilinopus purpuratus - tilopo de las Sociedad;
- Ptilinopus rarotongensis - tilopo de Rarotonga;
- Ptilinopus regina - tilopo reina;
- Ptilinopus richardsii - tilopo de Richards;
- Ptilinopus rivoli - tilopo de Rivoli;
- Ptilinopus roseicapilla - tilopo de las Marianas;
- Ptilinopus solomonensis - tilopo de las Salomón;
- Ptilinopus subgularis - tilopo barbioscuro;
- Ptilinopus superbus - tilopo soberbio;
- Ptilinopus tannensis - tilopo de Tanna;
- Ptilinopus victor - tilopo naranja;
- Ptilinopus viridis - tilopo pechirrojo;
- Ptilinopus wallacii - tilopo de Wallace.